# Kamendaka ukutu
Kamendaka ukutu är en insektsart som beskrevs av Wilson 1987. Kamendaka ukutu ingår i släktet Kamendaka och familjen Derbidae. Inga underarter finns listade i Catalogue of Life.